# Pyŏktong
Pyŏktong (kor. 벽동군, Pyŏktong-gun) – powiat w Korei Północnej, w prowincji P’yŏngan Północny. W 2008 roku liczył 35 601 mieszkańców. Graniczy z powiatami Usi (prowincja Chagang) od północnego wschodu, Ch’angsŏng od zachodu i Tongch’ang od południa. 80% terytorium powiatu stanowią lasy.

## Historia
Przed wyzwoleniem Korei spod okupacji japońskiej powiat składał się z 8 miejscowości (kor. myŏn) oraz 48 wsi (kor. ri). W obecnej formie powstał w wyniku gruntownej reformy podziału administracyjnego w grudniu 1952 roku. W jego skład weszły wówczas tereny należące wcześniej do miejscowości Kwanhoe, Sŏngnam, Songsŏ i Pyŏktong (12 wsi – wszystkie poprzednio znajdowały się w powiecie Pyŏktong). Powiat Pyŏktong składał się wówczas z jednego miasteczka (Pyŏktong-ŭp) i 20 wsi. W październiku 1954 roku jedną ze wsi powiatu, Hoesang, przeniesiono do powiatu Tongch’ang.

## Gospodarka
Lokalna gospodarka oparta jest na przemyśle drzewnym, w dużej mierze także rolnictwie (choć słabej jakości gleby temu nie sprzyjają – pod uprawy nadaje się jedynie 7% powierzchni powiatu). Na terenie powiatu znajdują się uprawy kukurydzy, soi, batatów, ziemniaków, papryki i chmielu, a także hodowle zwierząt, głównie owiec.

## Podział administracyjny powiatu
W skład powiatu wchodzą następujące jednostki administracyjne:
| Nazwa jednostki administracyjnej | Rodzaj jednostki administracyjnej | Hangul | Hancha |
| -------------------------------- | --------------------------------- | ------ | ------ |
| Pyŏktong-ŭp                      | miasteczko                        | 벽동읍 | 碧潼邑 |
| Tongju-ri                        | wieś                              | 동주리 | 東州里 |
| Taedong-ri                       | wieś                              | 대동리 | 大東里 |
| Yŏngp'ung-ri                     | wieś                              | 영풍리 | 永豊里 |
| Namsŏ-ri                         | wieś                              | 남서리 | 南西里 |
| Majŏn-ri                         | wieś                              | 마전리 | 麻田里 |
| Tongha-ri                        | wieś                              | 동하리 | 東下里 |
| Sach'ang-ri                      | wieś                              | 사창리 | 社倉里 |
| Ryongp'yŏng-ri                   | wieś                              | 룡평리 | 龍坪里 |
| Kwŏnch'ang-ri                    | wieś                              | 권창리 | 權倉里 |
| Taep'ung-ri                      | wieś                              | 대풍리 | 大豊里 |
| Namha-ri                         | wieś                              | 남하리 | 南下里 |
| Namjung-ri                       | wieś                              | 남중리 | 南中里 |
| Sŏngha-ri                        | wieś                              | 성하리 | 城下里 |
| Sŏngsang-ri                      | wieś                              | 성상리 | 城上里 |
| Song'i-ri                        | wieś                              | 송이리 | 松二里 |
| Songsam-ri                       | wieś                              | 송삼리 | 松三里 |
| Songsa-ri                        | wieś                              | 송사리 | 松四里 |
| Songnyŏn-ri                      | wieś                              | 송련리 | 松連里 |
| Kwŏnsang-ri                      | wieś                              | 권상리 | 權上里 |